# Stactobia thror
Stactobia thror is een schietmot uit de familie Hydroptilidae. De soort komt voor in het Oriëntaals gebied.